# Per al meu amic (álbum)
Per al meu amic (Para mi amigo en lengua catalana) es el décimo disco LP del cantautor Joan Manuel Serrat editado en 1973 por la compañía discográfica Edigsa y cantado en lengua catalana, con arreglos y dirección musical de Antoni Ros Marbà.

## Canciones que incluye la grabación
Todos los temas con letra y música de Joan Manuel Serrat, a excepción de El vell, un poema del poeta Joan Vergés.
1. Helena - 4:33
2. Menuda - 3:56
3. La primera - 4:44
4. Caminant per l'herba - 4:55
5. Pare - 3:36
6. Els falziots - 2:37
7. Cançó per a la meva mestra - 4:03
8. El vell - 3:06
9. Per al meu amic - 4:34